# 阿爾巴尼亞—科索沃關係
阿爾巴尼亞－科索沃關係是指阿爾巴尼亞和科索沃的關係，目前兩國皆在對方首都設有大使館。生活在科索沃的阿爾巴尼亞人有160萬，佔科索沃全體人口的92.93％，阿爾巴尼亞語亦為科索沃的官方語言，同樣地，兩國人民有著共同的傳統和民間傳說。作為北大西洋公約組織（北約）的正式成員，阿爾巴尼亞在其北約一體化道路上支持科索沃。

## 歷史

### 現代
1992年阿爾巴尼亞是唯一一個議會投票承認科索沃共和國的國家，該國於1991年宣布獨立，官方支持僅限於宣言。1994年，波斯尼亞戰爭升級，阿爾巴尼亞通過承認包括科索沃在內的南斯拉夫邊界退後一步。

### 獨立

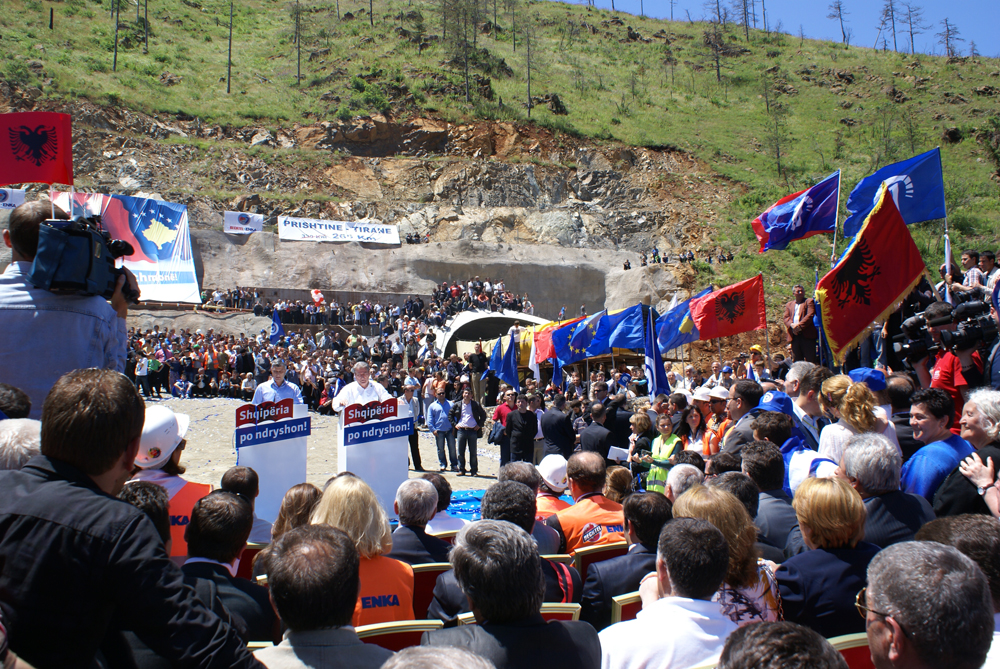
Kalimash隧道通車，科索沃總理哈辛·塔奇和阿爾巴尼亞總理薩利·貝里沙

2008年2月17日，在塞爾維亞的科索沃宣布獨立時，阿爾巴尼亞成為首批正式宣布承認科索沃共和國主權的國家之一，同時阿爾巴尼亞亦是承認科索沃獨立地位的聯合國成員國之一。
2009年8月18日，時任阿爾巴尼亞總理薩利貝里沙說：“兩國之間不應該有海關管理。我們絕不應該讓阿爾巴尼亞和科索沃相互視對外”。這一評論激怒了塞爾維亞當局。
阿爾巴尼亞外交部在給塞爾維亞的澄清說明中說：“阿爾巴尼亞認為獨立的科索沃國家是巴爾幹地區和平與穩定的一個因素，而其獨立性被認為是為人民，穩定和歐洲視角服務的明確一步。該地區”。它還說，阿爾巴尼亞共和國的外交政策“是基於該國，科索沃共和國和整個地區的歐洲 - 大西洋一體化的共同目標”。

## 關係

### 文化
2011年10月，科索沃文化部與阿爾巴尼亞共同使用大使館和領事館服務部達成協議，2012年5月，兩國政府批准了2012-13學年起一年級學生共同使用統一的入門（教科书）。偶爾有科索沃人代表阿爾巴尼亞參加歐洲歌唱大賽

### 經濟
阿爾巴尼亞人Konfindustria首先提出了2008年阿爾巴尼亞區域市場的想法，2011年，科索沃政府官員討論了阿爾巴尼亞與科索沃之間共同經濟空間的想法。
他們在阿爾巴尼亞的一些演講中特別強調了Behgjet Pacolli：他聲稱經濟聯盟會增加對歐盟的競爭。Pacolli的想法得到了正義，融合和團結黨的支持。

## 注意
科索沃是一個在科索沃共和國與塞爾維亞共和國之間的爭議領土。科索沃已于2008年單方面宣布独立并成立了科索沃共和国，但塞尔维亚仍坚持认为科索沃是其主权领土的一個自治區。联合国193个成员国中有113个已承认科索沃的独立地位。

## 外部連結
- Albanian Ministry of Foreign Affairs